# 于民新
于民新，奉天府铁岭人，清朝政治人物、进士出身。
同治十三年（1874年）甲戌科二甲第129名进士，官至刑部主事、员外郎。